# جایزه تالیا
جایزه تالیا (انگلیسی: Thalia Awards؛ چکی: Ceny Thálie) جایزه‌ای است که از سال ۱۹۹۳ میلادی، همه‌ساله توسط «انجمن بازیگران جمهوری چک» اعطا می‌شود.
این جایزهٔ نامش را از «تالیا» اسطورهٔ کمدی و رقص می‌گیرد.
جایزهٔ تالیا در ۴ بخش مختلف به هنرمندان اهدا می‌شود:
- نمایش‌نامه
- اپرا
- تئاتر موزیکال
- باله

برخی از برندگان این جایزهٔ در زیرگروه نمایش‌نامه عبارتند از: کویتا فیالووا، پترا هربیچکووا، سیمونا استاشووا، ایوا یانژورووا و یرژی لابوس
جایزهٔ یک عمر دستاورد هنری نیز به هنرمندان برجستهٔ رشته‌های فوق اهدا می‌شود که برخی از برندگان آن در سال‌های گذشته عبارتند از: ولاستیمیل برودسکی، ییژینا ییراسکووا، استلا زازورکووا، ییژینا بوهدالووا و ویه‌را تیشانکووا